# 2021年11月ティグレ軍攻勢
2021年11月ティグレ軍攻勢（2021ねん11がつティグレぐんこうせい）とは、ティグレ紛争中の2021年10月末に開始された、ティグレ防衛軍(TDF)とオロモ解放軍(OLA)による攻勢作戦である。10月下旬から11月上旬にかけてTDF、OLAはアディスアベバ攻略を目指す作戦を展開し、短期間ながら複数の都市を支配した。エチオピア政府の発表によれば、TDFはコムボルチャの街で100人の若者を殺害したとされている。

## 背景
2020年11月4日、ティグレ州特殊部隊は北部のエチオピア国防軍基地に攻撃を実施した。これを受けエチオピア国防軍はアムハラ州特殊部隊、エリトリア防衛軍などとともにティグレ州に侵攻した。こうしてティグレ紛争が開始され、両軍の手により数多くの戦闘、戦争犯罪が行われた。 
2021年10月初頭までにTDFはエチオピア軍に占領されたティグレ州の大半を奪還し、アムハラ州北部に進出していた。一方のエチオピア政府もティグレ州への人道支援を封鎖することでこれに対抗した。10月中旬、ENDFはアムハラ州におけるTDF支配地域を奪還すべく、新たな攻勢作戦を開始した。 
2021年11月1日までに、オロモ解放軍は「オロミア州西部、中央部、南部のいくつかの町」を攻略したと発表した。 

## デセ、コムボルチャ陥落
11月2日までの数日間で、TDFはデセ、コムボルチャの両都市を占領した。 ニューヨークタイムズは、この事態について、「両都市は戦略的要衝である……首都から南北に延びる高速道路上に位置するこの都市の攻略は、エチオピアの未来を決めることになるかもしれない」と報じた。 
他方、OLAも10月31日カミセの攻略を発表した。これによって軍事同盟を結んでいたTDFとOLAの部隊が合流し、両軍は首都アディスアベバへの進撃を開始した。さらに11月5日、TDFとOLAを含む反政府勢力9派が合流し、エチオピア連邦統一軍事戦線が成立した。  
この間、エリトリア軍の活動はほとんど見られなかった。フランスの歴史家でアフリカの角を専門とするジェラール・プルニエによれば、この動きはティグレ州内のエリトリア軍の多くがスーダン国境、またはエリトリアとティグレ州間の国境に配置されていたためである。これは、エジプト、スーダンなどがティグレ州を支援することを防ぐためだと考えられている。このため、大損害を被ったエチオピア政府軍に代わって、アディスアババの防衛を行ったのは、ほとんどがアムハラ人からなる民兵であった。エチオピア政府軍とその指揮系統について、西側諸国やTDF指導部は、この時点で崩壊したと考えていた。

## 11月中旬から下旬
11月16日、TDFは、アムハラ州のオロモ人特別区に位置する、アタイェとセンベテを攻略したと発表した。この地域は、10月にオロモ人とアムハラ人との間で武力衝突が起きていた地域である。11月19日には反政府勢力はシェワ・ロビトに迫っており、22日には同都市の攻略を発表した。11月25日、TDFがデブレ・シナに迫ると、アビィ・アハメド首相は前線訪問を発表した。報道官によれば彼が戦場に到着したのは11月23日であり、当時反政府勢力はジブチから延びるエチオピア軍の補給路を遮断しようとしていた。
11月28日にかけて行われた戦闘で、アファル州特殊部隊はチフラを奪還した。街頭ではおびただしい数の死体が発見されたとされており、商店やモスクは破壊され、住民は逃亡、チフラはアファル州の部隊の拠点となった。

## 12月：エチオピア政府軍の反攻
アビィ・アハメド首相は国家の防衛のため、前線で戦争に加わると発表した。発表後、ENDFは各地で反撃を開始し、デセとコムボルチャを奪還するなど、大きな戦果を獲得した。 12月13日、エチオピア政府はメケレからウェルディヤに延びる幹線道路を遮断したと発表した。 さらに12月18日、ENDFはウェルディヤの奪還を発表した。翌日にはデメケ・メコネン副首相がラリベラの観光名所を訪れ、ラリベラを保持しているとするTPLFの主張を否定した。 12月20日、TPLFのスポークスマンであるゲタチェウ・レダは、「人道支援を受けるため、部隊のティグレ州への撤退を決定した。」と発表した。
エチオピア政府の反撃はメディア上でも行われた。Geopolitics Pressは「バスマからエチオピアへ」というタイトルの記事を発表し、エチオピア政府がこれまで偽情報や、悪意のある報道に苦しんできたと報じた。例として、デセ陥落時にCNNが「エチオピア軍はアディスアベバの郊外にいる」と報じたことを挙げ、CNNは反政府勢力のスパイだと非難した。11月21日以降、世界中のエチオピア政府を支持する活動家がSNS上で集会を開催した。これらの集会には多数の在外エチオピア人が参加し、紛争に関する「偽情報」を非難、さらにアフリカの角地域にアメリカが干渉したことも同様に非難した。

## 戦争犯罪
エチオピア当局は、コムボルチャでTDFによって超法規的殺害が行われ、100人の若者が殺害されたと主張した。 